# Connor Dewar
Connor Dewar (The Pas, Manitoba, 26 de junio de 1999) apodado Dewey 2, es un jugador profesional canadiense de hockey sobre hielo que se desempeña en la posición de centro en Minnesota Wild, equipo de la National Hockey League (NHL).

## Carrera
Fue seleccionado en la tercera ronda en la NHL Entry Draft de 2018. En 2021 hizo su debut profesional con el equipo Minnesota Wild, donde lleva jugando tres temporadas.